# Slovenska vojska
Slovenska vojska (in italiano forze armate slovene) costituiscono l'insieme delle forze militari della Slovenia, incaricate della difesa nazionale in terra, mare e cielo; l'organizzazione è basata su un'unica forza armata che raccoglie sotto un comando unificato tanto le forze terrestri quanto l'aviazione militare e la marina militare.
Dal 2003, con l'abolizione del servizio di leva obbligatorio, le forze armate slovene sono organizzate come un esercito completamente professionale. Il comandante in capo delle forze armate è il presidente della repubblica di Slovenia, mentre il comando operativo è controllato dal capo di stato maggiore delle forze armate.

## Storia
Le moderne forze armate slovene discendono dalla Teritorialna obramba Republike Slovenije (TOS), l'organizzazione militare territoriale della Repubblica Socialista di Slovenia (l'entità federata slovena parte della Jugoslavia); al momento della proclamazione dell'indipendenza slovena nel giugno 1991, la TOS affrontò le forze dell'Armata popolare jugoslava nel corso del breve conflitto noto come "guerra dei dieci giorni", al termine del quale il paese ottenne una piena autonomia. La TOS assunse poi la denominazione di "Slovenska vojska" a partire dal 1993.
Membro a pieno titolo della NATO dal marzo 2004, la Slovenia ha partecipato con contingenti delle sue forze armate a svariate missioni internazionali in Bosnia ed Erzegovina, Kosovo, Afghanistan, Iraq, Ciad e Libano.
Il 16 novembre 2018, dopo un periodo di crisi dovuto a scarsi finanziamenti che è culminato nel febbraio 2018 con la pessima prova di un battaglione di 800 soldati sloveni che non è riuscito a superare le CREVAL (Combat Readiness Evaluation) NATO, è stata nominata quale capo di stato maggiore il generale di divisione Alenka Ermenc: la Slovenia è diventata in questo modo la prima nazione della NATO ad avere una donna al vertice delle proprie forze armate.

## Organizzazione
Nel febbraio 2019 le Forze armate slovene sono composte da una forza di 6177 effettivi in uniforme, ai quali si aggiungono 426 dipendenti civili per un totale di 6603 persone, delle quali 5515 uomini e 1108 donne. Vi sono anche 830 riservisti.

### Forze terrestri
- 1ª Brigata (Lubiana), è responsabile della difesa della capitale e dell'ovest del paese. È strutturata in:
  - 10º Reggimento fanteria motorizzata (Lubiana)
  - 132º Reggimento fanteria di montagna (Bohinjska Bela)
  - Reggimento territoriale (Nova Gorica)
  - Battaglione supporto (Lubiana)

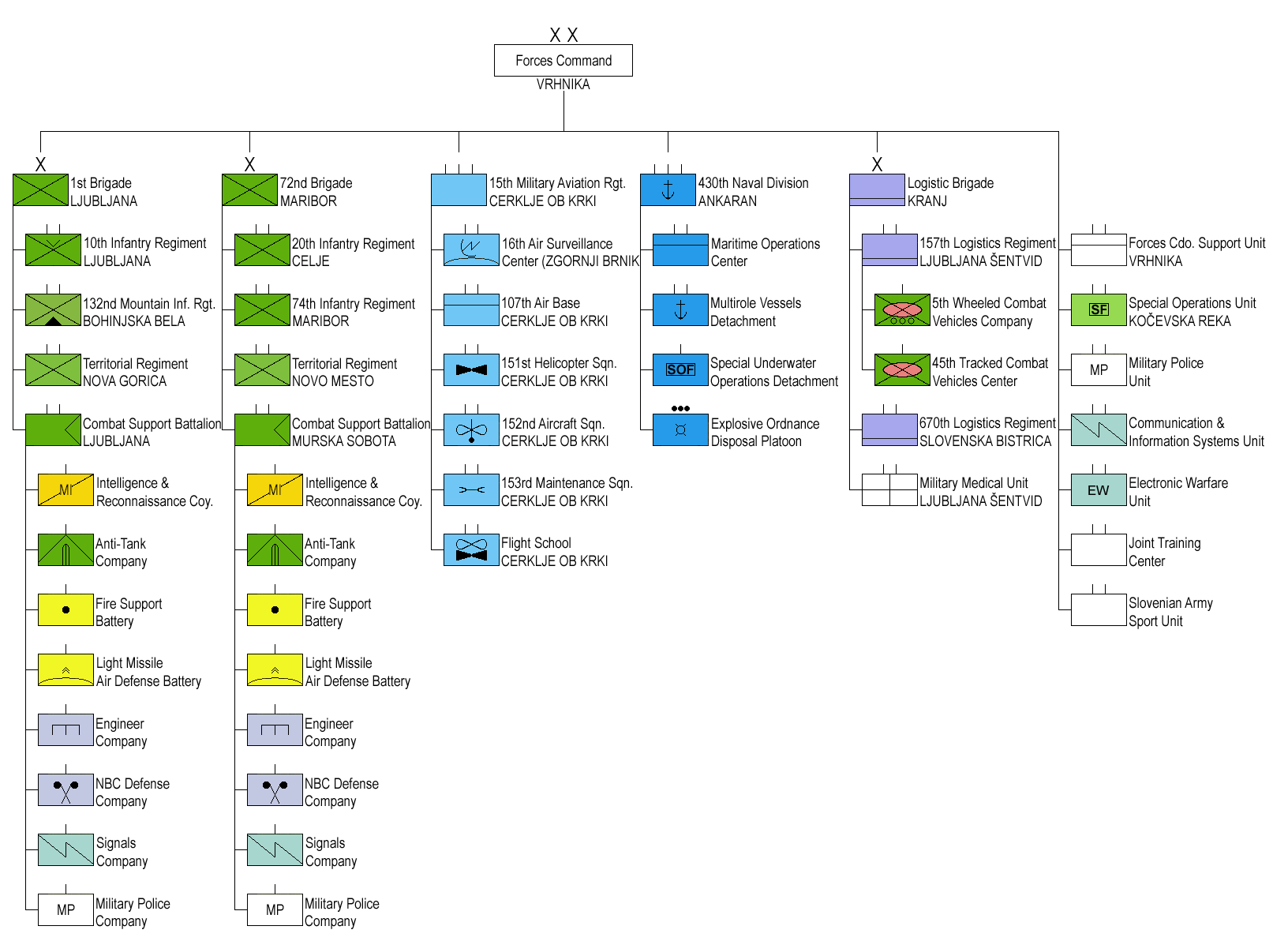
Esercito sloveno (lo schema rappresenta l’esercito nel 2013)

    - Esercito sloveno (lo schema rappresenta l’esercito nel 2013)Compagnia intelligence e ricognizione
    - Compagnia controcarro
    - Compagnia antiaerea
    - Compagnia difesa NBC
    - Compagnia artiglieria
    - Compagnia genio
    - Compagnia radio e trasmissioni
    - Compagnia polizia militare
- 72ª Brigata (Maribor), è responsabile della difesa dell'est del paese. È strutturata in:
  - 20º Reggimento fanteria motorizzata (Celje)
  - 74º Reggimento fanteria motorizzata (Maribor)
  - Reggimento territoriale (Novo mesto)
  - Battaglione supporto (Murska Sobota)
    - Compagnia intelligence e ricognizione
    - Compagnia controcarro
    - Compagnia antiaerea
    - Compagnia difesa NBC
    - Compagnia artiglieria
    - Compagnia genio
    - Compagnia radio e trasmissioni
    - Compagnia polizia militare

### Forze aeree
- 15º stormo (Cerklje ob Krki), riunisce tutte le forze aeree slovene e garantisce la sorveglianza dello spazio aereo nazionale, i trasporti e le limitate capacità di appoggio tattico. La protezione dello spazio aereo sloveno è garantita dall'Aeronautica Militare italiana nel quadro di accordi NATO.[7] Il 15º stormo è strutturato in:
  - 16° Centro di sorveglianza aerea (Zgornji Brnik)
  - 107a Base aerea (Cerklje ob Krki)
  - 151º Squadrone elicotteri (Cerklje ob Krki)
  - 152º Squadrone aerei (Cerklje ob Krki)
  - 153º Squadrone manutenzione (Cerklje ob Krki)
  - Scuola di volo (Cerklje ob Krki)

### Forze navali
- 430ª Divisione navale (Ancarano), riunisce tutte le forze navali slovene e ha essenzialmente compito di difesa costiera e soccorso in mare. È strutturata in:
  - Centro operazioni navali
  - Reparto operazioni speciali subacquee
  - Reparto vascelli multiruolo
  - Plotone eliminazione esplosivi

### Unità indipendenti
- Brigata logistica (Kranj), provvede alla manutenzione di tutto il materiale delle forze armate slovene. È strutturata in:
  - 157º Reggimento logistico (Šentvid), si occupa della manutenzione dei mezzi
  - 670º Reggimento logistico (Slovenska Bistrica), si occupa della manutenzione dell'equipaggiamento
  - Unità di medicina militare (Šentvid)
- Unità operazioni speciali (Kočevska Reka), strutturata a livello di battaglione, è responsabile delle operazioni di antisabotaggio, antiterrorismo, combat SAR e operazioni dietro le linee nemiche
- Unità speciale di polizia militare (Lubiana), strutturata a livello di battaglione, coordina tutte le attività di polizia militare delle Forze armate slovene e svolge le indagini criminali in ambito militare
- Unità guerra elettronica
- Unità comunicazione e informazione
- Centro addestramento interforze
- Unità sportiva

## Equipaggiamento

### Armi individuali
| Modello                | Immagine | Tipo                           | Calibro              | Origine                    | Note                                                      |
| Pistole                | Pistole  | Pistole                        | Pistole              | Pistole                    | Pistole                                                   |
| ---------------------- | -------- | ------------------------------ | -------------------- | -------------------------- | --------------------------------------------------------- |
| Beretta 92FS           |          | Pistola semiautomatica         | 9 × 19 mm Parabellum | Italia                     | Pistola d'ordinanza.                                      |
| SIG Sauer P226         |          | Pistola semiautomatica         | 9 × 19 mm Parabellum | Svizzera                   | In dotazione a ufficiali, sottufficiali e forze speciali. |
| Arex Zero 1S           |          | Pistola semiautomatica         | 9 × 19 mm Parabellum | Slovenia                   | [ 8 ]                                                     |
| Pistole mitragliatrici |          |                                |                      |                            |                                                           |
| Heckler & Koch MP5     |          | Pistola mitragliatrice         | 9 × 19 mm Parabellum | Germania                   | In dotazione alla polizia militare.                       |
| Fucili a canna liscia  |          |                                |                      |                            |                                                           |
| Benelli M4 Super 90    |          | Fucile semiautomatico          | Calibro 12           | Italia                     | In dotazione alla polizia militare.                       |
| Fucili d'assalto       |          |                                |                      |                            |                                                           |
| FN F2000S              |          | Fucile d'assalto               | 5,56 × 45 mm NATO    | Belgio                     | [ 8 ]                                                     |
| Zastava M70            |          | Fucile d'assalto               | 7,62 × 39 mm         | Jugoslavia                 | In dotazione alle truppe della riserva.                   |
| Fucili da battaglia    |          |                                |                      |                            |                                                           |
| FN SCAR-H              |          | Fucile da battaglia            | 7,62 × 51 mm NATO    | Belgio                     | In dotazione alle forze speciali.                         |
| Mitragliatrici         |          |                                |                      |                            |                                                           |
| FN Minimi              |          | Mitragliatrice leggera         | 5,56 × 45 mm NATO    | Belgio                     | [ 8 ]                                                     |
| FN MAG                 |          | Mitragliatrice ad uso generale | 7,62 × 51 mm NATO    | Belgio                     | [ 8 ]                                                     |
| Browning M2            |          | Mitragliatrice pesante         | 12,7 × 99 mm NATO    | Stati Uniti                | [ 8 ]                                                     |
| Fucili di precisione   |          |                                |                      |                            |                                                           |
| PGM Ultima Ratio       |          | Fucile di precisione           | 7,62 × 51 mm NATO    | Francia                    | [ 8 ]                                                     |
| PGM 338                |          | Fucile di precisione           | .338 Lapua           | Francia                    | [ 8 ]                                                     |
| PGM Hécate II          |          | Fucile anti-materiale          | 12,7 × 99 mm NATO    | Francia                    | [ 8 ]                                                     |
| Lanciagranate          |          |                                |                      |                            |                                                           |
| FN GL1                 |          | Lanciagranate                  | 40 mm                | Belgio                     | [ 8 ]                                                     |
| CIS 40 GL              |          | Lanciagranate                  | 40 mm                | Singapore                  | In dotazione alle truppe della riserva.                   |
| Heckler & Koch GMW     |          | Lanciagranate automatico       | 40 mm                | Germania                   | [ 8 ]                                                     |
| Lanciarazzi            |          |                                |                      |                            |                                                           |
| RGW 90                 |          | Lanciarazzi anticarro          | 90 mm                | Germania Singapore Israele | [ 10 ]                                                    |
| Carl Gustav            |          | Cannone senza rinculo          | 84 mm                | Svezia                     | Acquistati nel 2018.                                      |

### Artiglieria
| Modello | Immagine | Calibro | Origine    | In servizio | Note                                    |
| Obici   | Obici    | Obici   | Obici      | Obici       | Obici                                   |
| ------- | -------- | ------- | ---------- | ----------- | --------------------------------------- |
| TN-90   |          | 155 mm  | Israele    | 18          |                                         |
| Mortai  |          |         |            |             |                                         |
| M-57    |          | 60 mm   | Jugoslavia |             | [ 8 ]                                   |
| M-69    |          | 82 mm   | Jugoslavia |             | In dotazione alle truppe della riserva. |
| M-75    |          | 120 mm  | Jugoslavia | 16          |                                         |
| MN-9    |          | 120 mm  | Israele    | 32          | [ 14 ]                                  |

### Veicoli
| Modello                                    | Immagine     | Tipo                          | Origine            | In servizio  | Note |
| Carri armati                               | Carri armati | Carri armati                  | Carri armati       | Carri armati | Carri armati |
| ------------------------------------------ | ------------ | ----------------------------- | ------------------ | ------------ | --- |
| M-84A4 Sniper                              |              | Carro armato da combattimento | Jugoslavia Croazia | 46           | 14 in servizio attivo e 32 in riserva. |
| Veicoli da combattimento della fanteria    |              |                               |                    |              | |
| BVP M80A                                   |              | IFV                           | Jugoslavia         | 27           | 52 nel 2021, 35 donati all'Ucraina nel 2022. |
| Veicoli trasporto truppe                   |              |                               |                    |              | |
| LKOV Valuk                                 |              | APC                           | Austria Slovenia   | 65           | Pandur I prodotto su licenza. In precedenza 85, ma 20 furono donati all’Ucraina nel 2022.                                                              |
| SKOV Svarun                                |              | APC                           | Finlandia          | 30           | |
| Cougar                                     |              | APC                           | Stati Uniti        | 7            | |
| BOV-VP                                     |              | APC                           | Jugoslavia         |              | In dotazione alla polizia militare. |
| Veicoli per usi speciali                   |              |                               |                    |              | |
| JVBT-55                                    |              | Veicolo corazzato da recupero | Cecoslovacchia     |              | [ 16 ] |
| MT-55                                      |              | Veicolo gettaponte            | Cecoslovacchia     |              | [ 16 ] |
| Dornier Eurobridge                         |              | Veicolo gettaponte            | Germania           |              | [ 17 ] |
| Tadano Faun BKF 35-4                       |              | Autogrù                       | Germania           |              | [ 18 ] |
| Otokar Cobra                               |              | Veicolo da ricognizione CBRN  | Turchia            | 10           | |
| Veicoli utility                            |              |                               |                    |              | |
| BMW R1150 RT                               |              | Motocicletta                  | Germania           |              | In dotazione alla polizia militare. |
| High Mobility Multipurpose Wheeled Vehicle |              | Veicolo tattico leggero       | Stati Uniti        |              | 20 HMMWV donati all’ucraina |
| Oshkosh L-ATV                              |              | Veicolo tattico leggero       | Stati Uniti        | 38           | 122 acquistati e 7 donati dagli Stati Uniti, per un totale di 129 mezzi. I primi 38 sono entrati in servizio nel 2022. Sostituiranno gli HMMWV.        |
| Mercedes-Benz Classe G                     |              | Veicolo multiruolo            | Germania Austria   |              | Anche Steyr-Puch G. Utilizzate come veicolo da trasporto truppe e materiali, veicolo di scorta, di comando, come ambulanza e come centro trasmissioni. |
| Renault Mégane                             |              | Automobile                    | Francia            |              | In dotazione alla polizia militare. |
| Toyota Land Cruiser                        |              | Automobile                    | Giappone           | 91           | Consegnate nel 2018. |
| Mercedes-Benz W639                         |              | Furgone                       | Germania           |              | In dotazione alla polizia militare. |
| Renault Master                             |              | Furgone                       | Francia            |              | In dotazione alla polizia militare. |
| Volkswagen Transporter                     |              | Ambulanza                     | Germania           |              | [ 18 ] |
| Autocarri                                  |              |                               |                    |              | |
| TAM 110 T7                                 |              | Autocarro leggero             | Jugoslavia         |              | Utilizzato principalmente per il traino di mortai. |
| Unimog                                     |              | Autocarro leggero             | Germania           |              | Utilizzati per il trasporto di truppe e equipaggiamento e come centralina meteo.                                                                       |
| TAM 150 T11                                |              | Autocarro                     | Jugoslavia         |              | [ 18 ] |
| Mercedes-Benz SK                           |              | Autocarro                     | Germania           |              | Utilizzato principalmente per il traino di obici. |
| Iveco Eurotrakker                          |              | Autocarro                     | Italia             |              | [ 17 ] |
| Iveco Trakker                              |              | Autocarro                     | Italia             |              | Disponibile anche con un modulo di decontaminazione.                                                                                                   |
| Iveco Eurocargo                            |              | Autocarro                     | Italia             |              | Utilizzati per il trasporto di truppe e equipaggiamento e come centro trasmissioni.                                                                    |
| Mercedes-Benz Actros                       |              | Autocarro                     | Germania           |              | [ 18 ] |
| Mercedes-Benz Axor                         |              | Autocarro                     | Germania           |              | [ 18 ] |
| MAN mil gl                                 |              | Autocarro                     | Germania           | >40          | 40 consegnati nel 2022 dalla Germania in cambio della cessione all'Ucraina di 28 M-55S.                                                                |
| Iveco ACTL                                 |              | Autocarro                     | Italia             |              | [ 18 ] |

### Missili
| Modello           | Immagine          | Tipo                       | Origine           | Note                                           |
| Missili anticarro | Missili anticarro | Missili anticarro          | Missili anticarro | Missili anticarro                              |
| ----------------- | ----------------- | -------------------------- | ----------------- | ---------------------------------------------- |
| Spike             |                   | Missile a guida infrarossa | Israele Germania  | Nelle versioni MR e LR. Prodotti da EuroSpike. |
| Missili antiaerei |                   |                            |                   |                                                |
| Strelets          |                   | Sistema SAM a corto raggio | Russia            | [ 26 ]                                         |
| 9K338 Igla-S      |                   | MANPADS                    | Russia            | [ 26 ]                                         |

### Forze navali
| Classe                   | Unità   | Immagine | Tipo          | Origine  | Note                                                                   |
| ------------------------ | ------- | -------- | ------------- | -------- | ---------------------------------------------------------------------- |
| Classe Super Dvora Mk II | Ankaran |          | Pattugliatore | Israele  | [ 27 ]                                                                 |
| Classe Svetljak          | Triglav |          | Pattugliatore | Russia   | [ 27 ]                                                                 |
| Zodiac FC 470            | -       |          | RHIB          | Francia  | [ 17 ]                                                                 |
| Tornado Super 10         | -       |          | RHIB          | Italia   | [ 28 ]                                                                 |
| Novamarine HD7           | -       |          | RHIB          | Italia   | Unità dedicate alle operazioni subacquee e al pattugliamento costiero. |
| VSR 5.9                  | -       |          | RHIB          | Slovenia | Unità dedicate alle operazioni subacquee e al pattugliamento costiero. |
| Zodiac F 530             | -       |          | RHIB          | Francia  | Unità dedicate all'uso del sonar.                                      |